# 惣鄉川橋梁
惣鄉川橋梁（日语：／ Sōgōgawa kyōryō */?）位於日本山口縣阿武郡阿武町，是一座鋼筋混凝土剛架橋，跨越白須川，為JR西日本山陰本線須佐站、宇田鄉站間的鐵路橋，也稱惣鄉鐵橋。該橋於1932年（昭和7年）10月完工，並於翌年2月通車使用至今，2001年（平成13年）入選為日本土木學會選獎土木遺產。

## 設計
原先規劃的橋梁選址位在現地上游80公尺處，橋長設計為100公尺，但該方案需於河川兩岸開鑿隧道，工程費用較高；而位於河川入海口的現址雖橋梁拉長至約190公尺，也需面臨海浪侵襲，但河川兩岸僅需開挖邊坡，相較之下更為經濟，因此選址於此。
為了抵抗海浪的侵蝕與海風的鹽害所帶來的橋梁耐久問題，當時曾考慮砂漿噴覆鋼梁橋、鋼骨鋼筋混凝土桁架橋、鋼筋混凝土剛架橋三種方案。砂漿噴覆鋼梁橋雖在當時已有實例且具經濟性，但由於容易產生裂縫，耐久性仍存疑慮；鋼骨鋼筋混凝土桁架橋則因工程費用高，不具經濟性；因此，最終選定鋼筋混凝土剛架橋。
雖然橋址地盤條件佳，但仍有海浪掏刷影響，故採沉箱基礎。上部結構由6組30公尺長的單元加上1跨梁橋構成，全長189.14公尺，高11.6公尺（沉箱頂面至軌面）。每個單元為3跨2柱式2層剛架橋，單元之間設有伸縮縫，並採「背割式」接合，使得整座橋梁在外觀上看起來更為連續。而為防鹽害，橋梁的斷面設計還特別加厚了鋼筋保護層。
在當時，鋼筋混凝土剛架橋已有用於都市高架橋的案例，但作為鐵路橋梁（除涵洞、門型剛架外）仍然少見，惣鄉川橋梁即為日本鋼筋混凝土剛架鐵路橋的早期案例之一；此後，該類型橋梁也因其出色的經濟性、耐震性及承載能力，成為日本鐵路高架橋的標準型式，大量運用於後來的工程建設之中。

## 圖片集

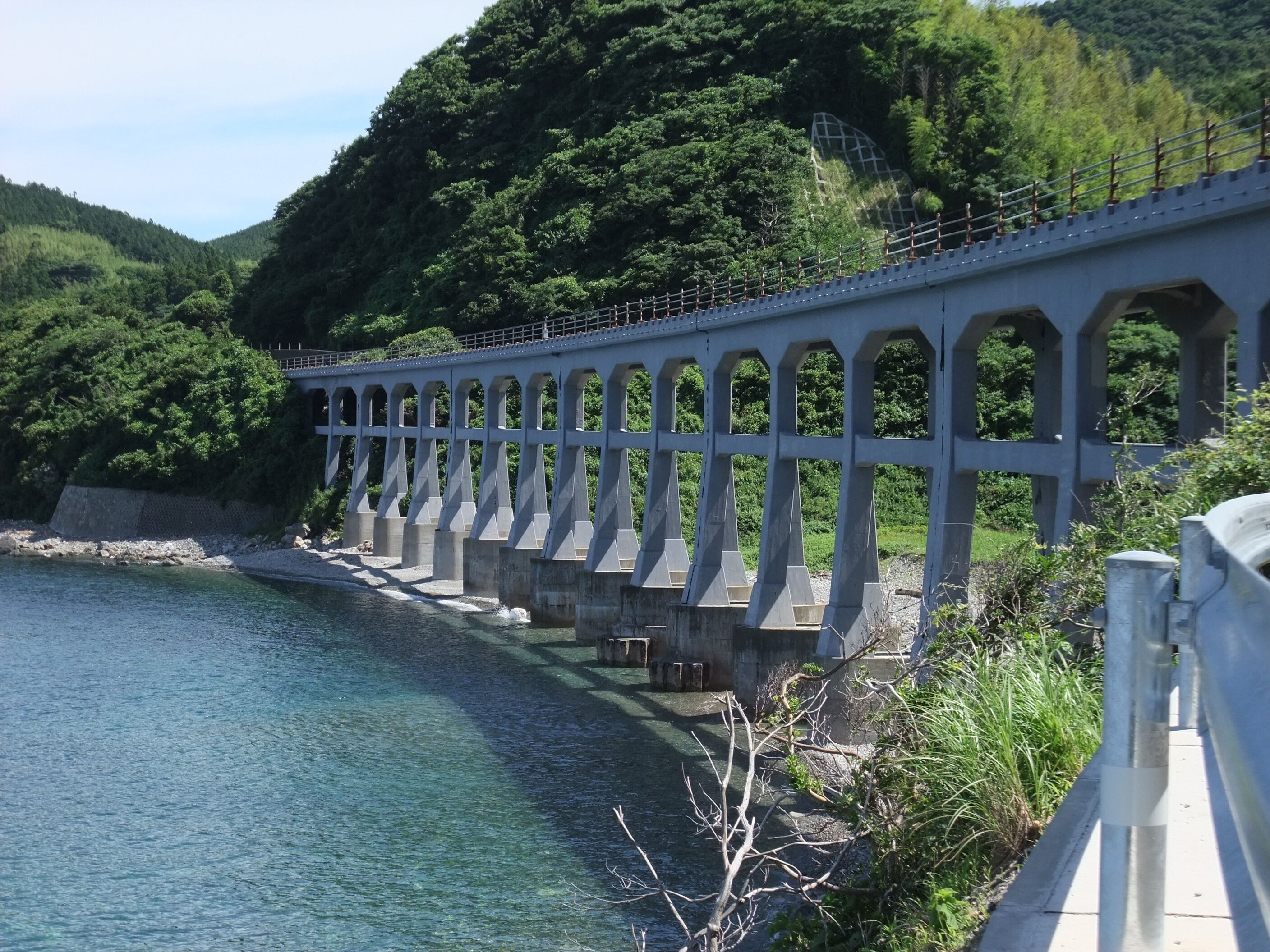
惣鄉川橋梁
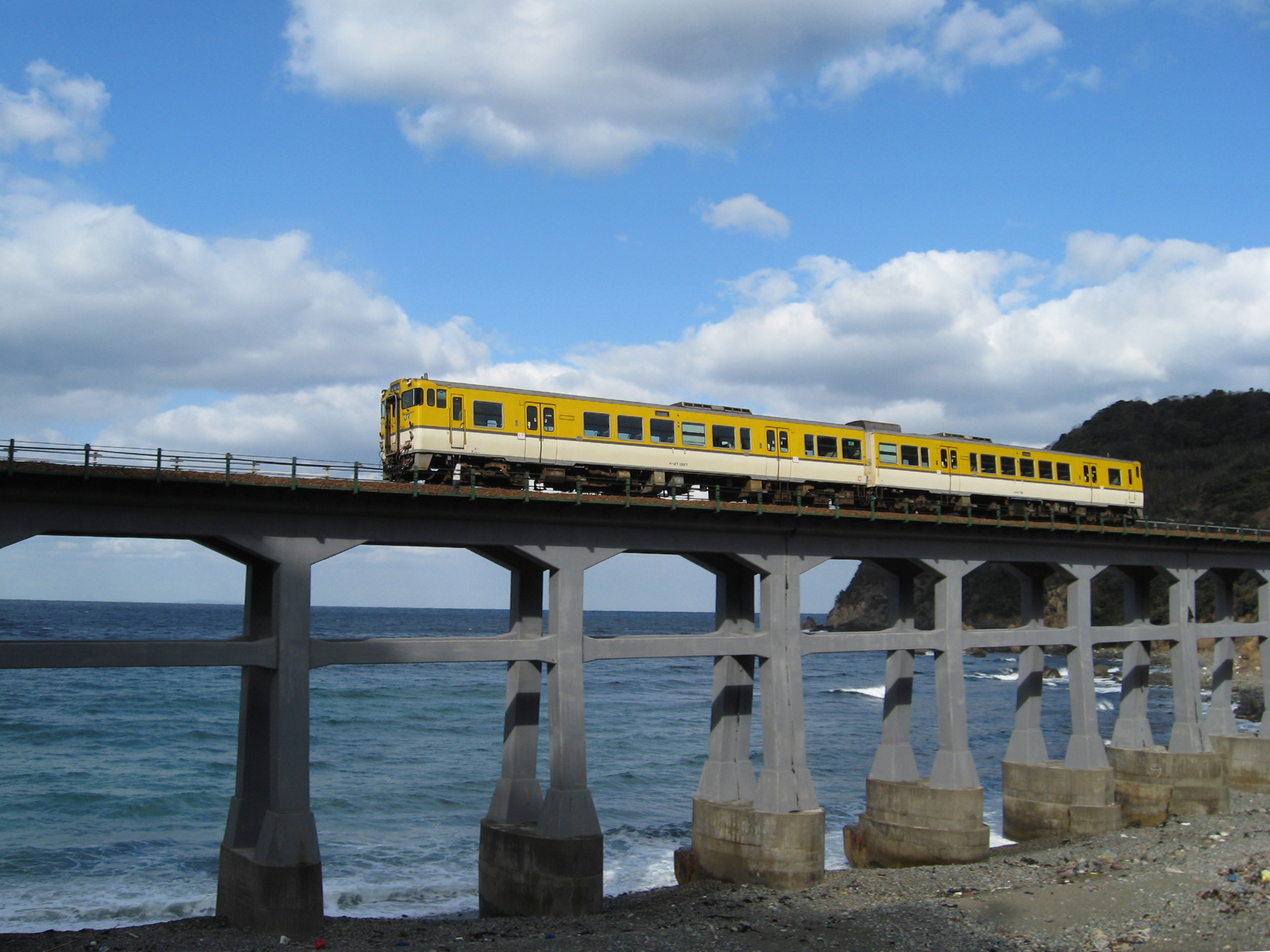
列車行經
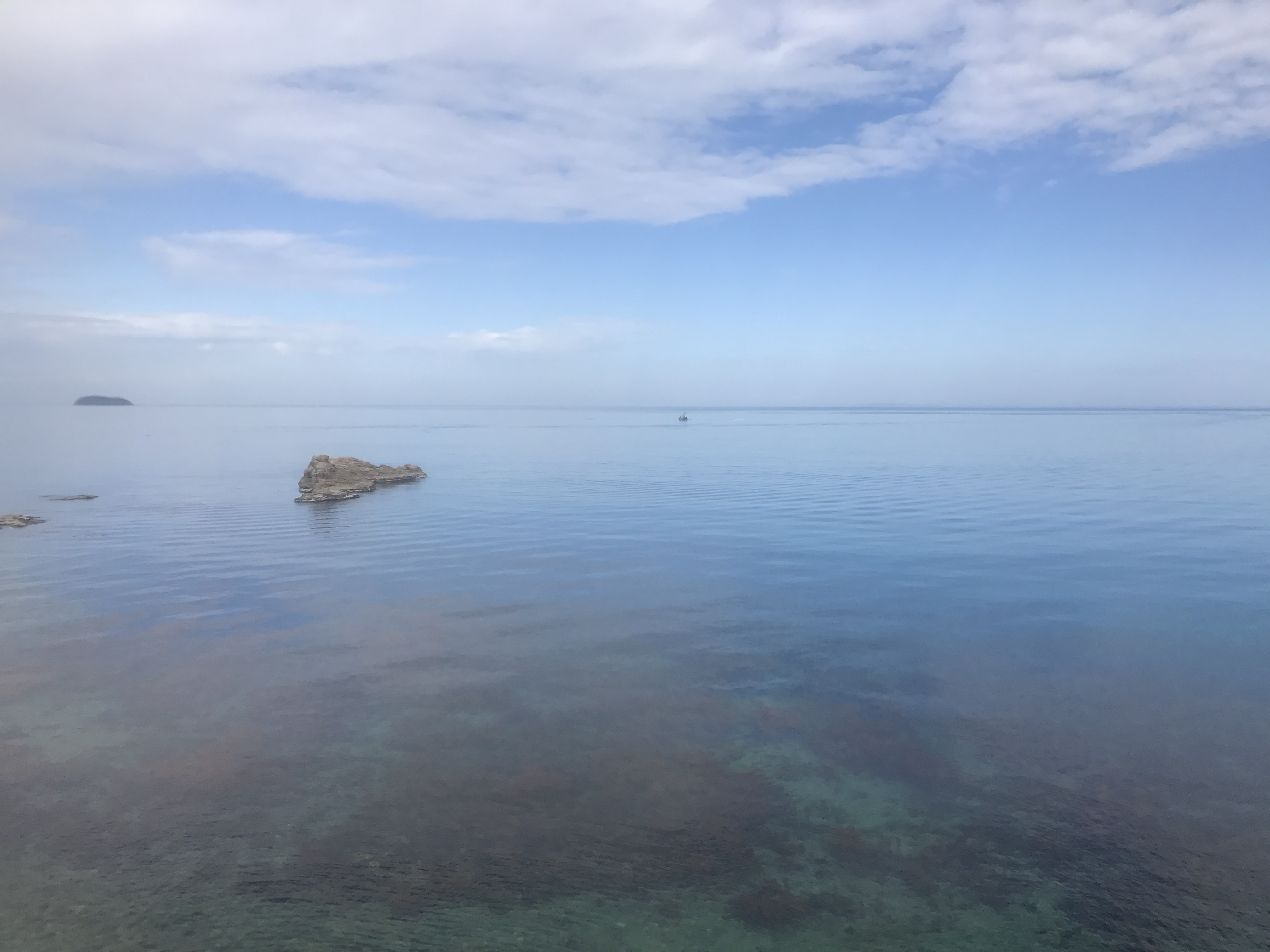
於橋梁上望向日本海

## 外部連結
- 阿武町役場官網 惣鄉川橋梁簡介 （页面存档备份，存于）（日語）
- 日本土木學會選獎土木遺產 惣鄉川橋梁資料 （页面存档备份，存于）（日語）